# Romain Cardis
Romain Cardis (Melun, 12 augustus 1992) is een Frans wielrenner.

## Carrière
In 2013 werd Cardis samen met Thomas Boudat, Julien Morice en Maxime Piveteau Frans kampioen ploegenachtervolging. 
Op 15 september 2015 werd bekend dat Cardis, net als zijn land- en teamgenoten Lilian Calmejane, Jérémy Cornu en Fabien Grellier, een contract had getekend bij Direct Énergie, de opvolger van Team Europcar.

## Baanwielrennen

### Palmares
| Jaar | FK                   | EK | WK | Overig |
| ---- | -------------------- | -- | -- | ------ |
| 2013 | Ploegenachtervolging |    |    |        |

## Wegwielrennen

### Overwinningen
2015
2e en 4e etappe Ronde van Loir-et-Cher
Eind-, punten- en jongerenklassement Ronde van Loir-et-Cher
Tour de l'Eure et Loire
2018
1e etappe Ronde van Wallonië
2021
Parijs-Troyes

### Resultaten in voornaamste wedstrijden
| Jaar | Ronde van Italië | Ronde van Frankrijk | Ronde van Spanje |
| ---- | ---------------- | ------------------- | ---------------- |
| 2016 |                  |                     | 148e             |
| 2017 |                  |                     |                  |
| 2018 |                  |                     |                  |
| 2019 |                  |                     |                  |
| 2020 |                  |                     |                  |
| 2021 |                  |                     |                  |
| 2022 |                  |                     |                  |
| 2023 |                  |                     |                  |
| 2024 |                  |                     |                  |

| Jaar | Ronde van Vlaanderen | Parijs-Roubaix | Gent-Wevelgem | Parijs-Tours |
| ---- | -------------------- | -------------- | ------------- | ------------ |
| 2016 | opgave               |                | opgave        |              |
| 2017 | opgave               | opgave         |               | 99e          |
| 2018 |                      | buit.tijd      |               | 77e          |
| 2019 |                      | opgave         |               |              |
| 2020 | opgave               |                |               | 17e          |
| 2021 |                      |                |               | 63e          |
| 2022 |                      |                |               | 59e          |
| 2023 |                      |                |               | 71e          |
| 2024 |                      |                |               | 110e         |

## Ploegen
- 2014 –  Team Europcar (stagiair vanaf 1-8)
- 2016 –  Direct Énergie
- 2017 –  Direct Énergie
- 2018 –  Direct Énergie
- 2019 –  Direct Énergie
- 2020 –  Total Direct Energie
- 2021 –  Saint Michel-Auber 93
- 2022 –  Saint Michel-Auber 93
- 2023 –  St Michel-Mavic-Auber93
- 2024 –  St Michel-Mavic-Auber93
- 2025 –  St Michel-Preference Home-Auber93

Arashiro · Berhane · Bernaudeau · Coquard · Cousin · Craven · Duchesne · Engoulvent · Gautier · Gène · Guillemois · Hurel · Jeandesboz · Jérôme · Kern · Lamoisson · Malacarne · Martinez · Méderel · Nauleau · Pichot · Quéméneur · Reza · Rolland · Sicard · Thurau · Tulik · Voeckler · Cardis (stagiair) · Cornu (stagiair) · Krainer (stagiair)
Anderson · Boudat · Calmejane · Cardis · Chavanel · Coquard · Cornu · Duchesne · Gène · Grellier · Guillemois · Hurel · Jeandesboz · Morice · Nauleau · Petit · Pichot · Quéméneur · Sicard · Thévenot · Tulik · Voeckler · Gaillard (stagiair) · Ourselin (stagiair) · Sellier (stagiair)
Anderson · Boudat · Calmejane · Cardis · Chavanel · Coquard · Cornu · Duchesne · Gène · Grellier · Guillemois · Hivert · Hurel · Jeandesboz · Morice · Nauleau · Ourselin · Petit · Pichot · Quéméneur · Sicard · Tulik · Voeckler · Burgaudeau (stagiair) · Maitre (stagiair) · Orceau (stagiair)
Boudat · Calmejane · Cardis · Chavanel · Cornu · Cousin · Gaudin · Gène · Grellier · Hivert · Journiaux · Nauleau · Ourselin · Petit · Pichot · Quéméneur · Sellier · Sicard · Taaramäe · Tulik · Gaillard (stagiair) · Orceau (stagiair) · Rivière (stagiair) 
Bonifazio · Boudat · Burgaudeau · Calmejane · Cardis · Cousin · Gaudin · Gène · Grellier · Hivert · Journiaux · Ligthart · Nauleau · Ourselin · Petit · Pichot · Quéméneur · Sellier · Sicard · Taaramäe · Terpstra · Tulik · Turgis